# Kaiser-Walzer

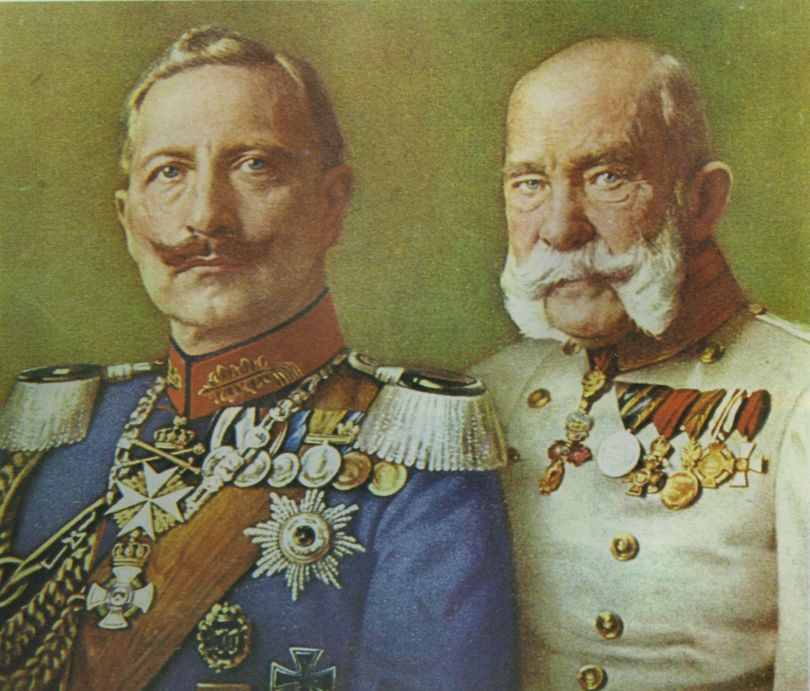
e Francisco José I

Kaiser-Walzer, Op. 437 (Valsa do Imperador) é uma valsa composta por Johann Strauss II em 1889. A valsa foi originalmente chamada de Mãos dadas e foi concebida como um presente feito em agosto daquele ano do imperador austríaco Francisco José I na ocasião de sua visita à Prússia ao cáiser Guilherme II onde foi simbolicamente um gesto de amizade da Áustria a Prússia. 
O editor de Strauss, Fritz Simrock, sugeriu o titulo Kaiser-Walzer pois este poderia aludir ao também imperador, e assim satisfaria a vaidade de ambos monarcas. A valsa foi executada pela primeira vez em 21 de outubro de 1889 em Berlim. A capa original da edição de piano enfasou a ilustração do trono imperial austríaco.

## Composição
Uma marcha calma da inicio valsa antes de um crescendo arrebatador dar inicio à melodia principal da primeira parte. A medida que a musica avança, o clima prevalece constantemente otimista e triunfante.
valsa 2